# 松亭駅 (ソウル特別市)
松亭駅（ソンジョンえき）は大韓民国ソウル特別市江西区空港洞にある、ソウル交通公社5号線の駅である。駅番号は513。

## 歴史
- 1996年3月20日 - ソウル特別市都市鉄道公社（当時）5号線の駅として開業。
- 2017年5月31日 - ソウル特別市都市鉄道公社とソウルメトロが統合され、ソウル交通公社の駅となる。

## 駅構造
相対式ホーム2面2線の地下駅。

### のりば
案内上ののりば番号は設定されていない。 
| 上り | 5号線 | 金浦空港・傍花方面                           |
| 下り | 5号線 | 汝矣島・光化門・上一洞・河南黔丹山・馬川方面 |

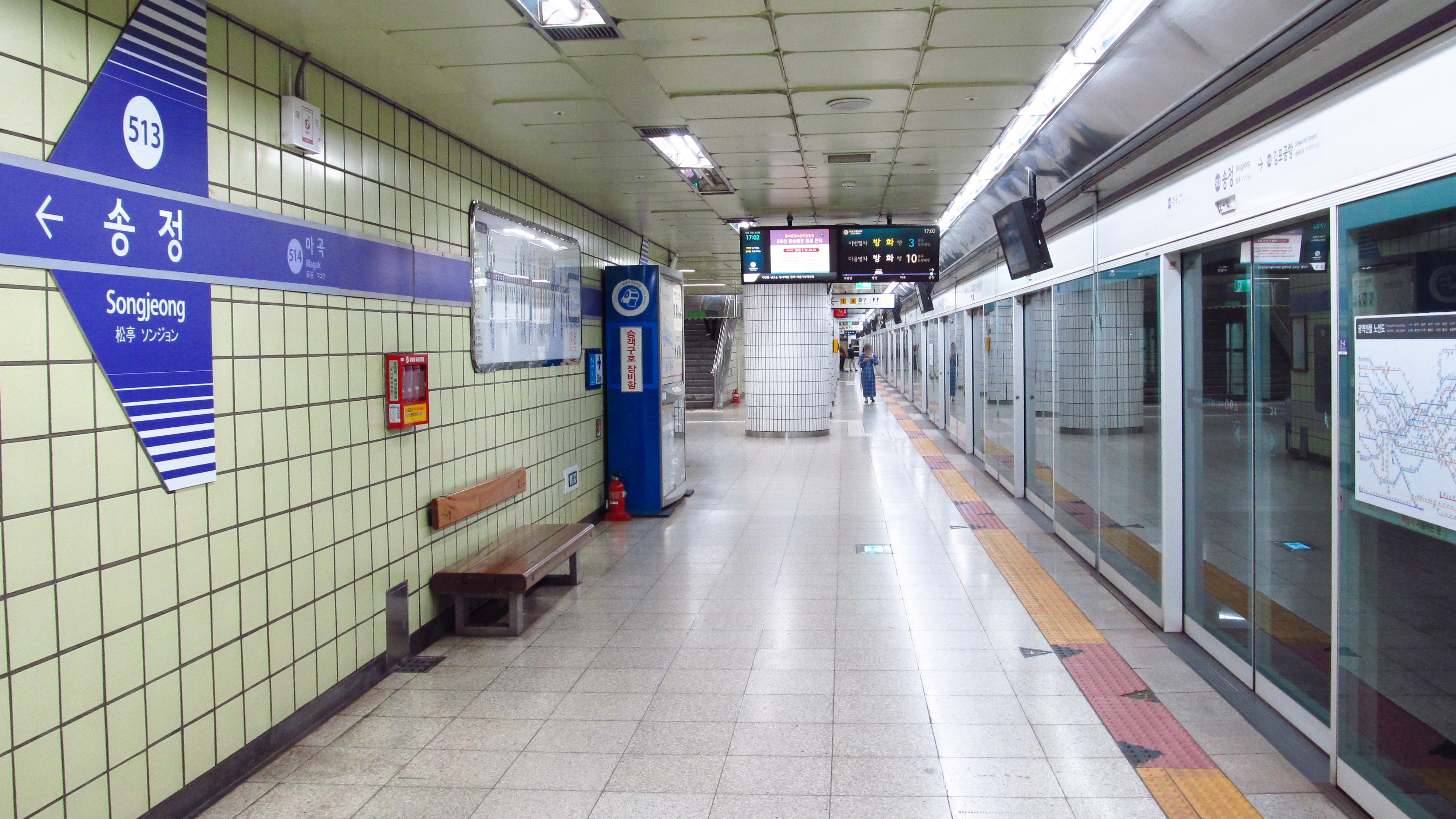
ホーム

## 利用状況
近年の一日平均利用人員推移は下記のとおり。
| 路線  | 路線     | 2000年 | 2001年 | 2002年 | 2003年 | 2004年 | 2005年 | 2006年 | 2007年 | 2008年 | 2009年 | 出典  |
| ----- | -------- | ------ | ------ | ------ | ------ | ------ | ------ | ------ | ------ | ------ | ------ | ----- |
| 5号線 | 乗車人員 | 14,339 | 15,751 | 16,531 | 17,266 | 17,606 | 17,211 | 16,936 | 16,954 | 17,319 | 15,908 | [ 1 ] |
| 5号線 | 降車人員 | 13,366 | 14,630 | 15,447 | 16,011 | 16,131 | 15,998 | 15,490 | 15,479 | 15,850 | 14,607 | [ 1 ] |
| 5号線 | 乗降人員 | 27,705 | 30,381 | 31,978 | 33,277 | 33,738 | 33,208 | 32,426 | 32,432 | 33,170 | 30,515 | [ 1 ] |
| 路線  | 路線     | 2010年 | 2011年 | 2012年 | 2013年 | 2014年 | 2015年 | 2016年 |        |        |        | [ 1 ] |
| 5号線 | 乗車人員 | 13,622 | 13,391 | 12,714 | 11,810 | 11,232 | 10,739 | 9,975  |        |        |        | [ 1 ] |
| 5号線 | 降車人員 | 12,781 | 12,544 | 11,985 | 11,468 | 11,085 | 10,503 | 9,779  |        |        |        | [ 1 ] |
| 5号線 | 乗降人員 | 26,402 | 25,935 | 24,699 | 23,278 | 22,317 | 21,242 | 19,755 |        |        |        | [ 1 ] |

## 駅周辺
金浦国際空港から東へ約1kmほど離れたところにあり、市街地が広がる。駅の北西約300mのところには、ソウル地下鉄9号線空港市場駅がある。なお、駅直下を仁川国際空港鉄道が通過しているが、駅は設置されていない。5号線と空港鉄道は隣の金浦空港駅にて乗り換えが可能である。
- 傍花中学校（朝鮮語版）
- ソウル空港初等学校（朝鮮語版）
- KT空港支社
- ソウル施設公団（朝鮮語版）

## 隣の駅
ソウル交通公社
 5号線
金浦空港駅 (512) - 松亭駅 (513) - 麻谷駅 (514)